# Fenghuangshan (socken i Kina)
Fenghuangshan (kinesiska: 凤凰山乡, 凤凰山) är en socken i Kina. Den ligger i provinsen Hebei, i den norra delen av landet, omkring 260 kilometer öster om huvudstaden Peking. Antalet invånare är 8 590. Befolkningen består av 4 208 kvinnor och 4 382 män. Barn under 15 år utgör 18,0 %, vuxna 15-64 år 70 %, och äldre över 65 år 11,0 %.
Genomsnittlig årsnederbörd är 907 millimeter. Den regnigaste månaden är juli, med i genomsnitt 230 mm nederbörd, och den torraste är januari, med 2 mm nederbörd.